# Ана Мена
Ана Мена Рохас, по-известна като Ана Мена (на испански: Ana Mena), е испанска певица и актриса.
Дебютният ѝ албум Index излиза през май 2018 година.
През 2021 г. е номинирана за най-добър изпълнител в Испания на европейските награди на Ем Ти Ви, но губи от Аитана.

## Детство и първи успехи
Родена е на 25 февруари 1997 година в Малага.
През 2010 г. печели испанското издание на формата „Кемп Рок“ на „Дисни Ченъл“.

## Кариера
Песента ѝ с Роко Хънт A un passo dalla luna е 9 поредни седмици номер 1 в Италия.

## Дискография
- Index (2018)

### Песни
- Una volta ancora (с Фред де Палма), №1 Италия
- A un passo dalla luna (с Роко Хънт), №1 Италия
- Un bacio all’improvviso (с Роко Хънт), №55 Италия